# Bosszúvágy 3. – A terror utcája
A Bosszúvágy 3. (eredeti címe: Death Wish 3) 1985-ös amerikai akciófilm Charles Bronson főszereplésével, az 1974-es Bosszúvágy második folytatása. A forgatókönyvet Don Jakoby írta „Michael Edmonds” álnév alatt. A film rendezője ezúttal is Michael Winner.
Paul Kersey egy közeli barátja halála után egy New York-i utcai banda ellen harcol, akik terrorizálják a környéken lakó tisztességes polgárokat. Ehhez hallgatólagos támogatást kap a helyi rendőrség vezetőjétől.
Megjelenése DVD-n: 2004. február 3.

## Cselekménye
Paul Kersey építész (Charles Bronson) visszatér Brooklynba, New York egyik veszélyes, keleti kerületébe, mert régi ismerősével, Charley-val (akivel a koreai háború óta barátok) szeretne találkozni. Őt azonban éppen ekkor támadja meg a lakásában a környéket rettegésben tartó banda, akik rendszeresen pénzt követelnek az ott lakóktól. Charley meghal nem sokkal azután, hogy Paul megérkezik. Mivel a lakók időközben kihívták a rendőrséget, Paul letartóztatják, mert fegyvert találnak nála, és őt gyanúsítják a gyilkossággal.
A rendőrségen a rendőrfőnök, Richard Shriker (Ed Lauter) emlékszik Paulra abból az időszakból, amikor évekkel ezelőtt sorban gyilkolta a bűnözőket (lásd: Bosszúvágy c. film).
Az előzetes letartóztatásban Paul ugyanoda kerül, ahol a Charley-t meggyilkoló banda vezére, Manny Fraker (Gavan O’Herlihy) is van. Őt hamarosan, bizonyíték hiányában szabadon engedik, de előtte még összeverekszenek Paullal.
Mivel a rendőrség a bűnüldözési statisztikákkal rosszul áll, ezért a rendőrfőnök azt ajánlja Paulnak, hogy szabadon engedi, de titokban neki kell dolgoznia. Ez burkoltan azt jelenti, hogy gyilkolhatja a bűnözőket, a rendőrség szemet fog hunyni, de feltétel, hogy informálja őt a bandák mozgásáról. Paul elvállalja a megbízást, mert nem nagyon tehet mást.
Manny visszaérkezik a bandájához, ahol minden teketória nélkül meggyilkolja egy késsel azt a bandatagot, Hectort (David Crean), aki főnökként kezdett viselkedni, amíg ő távol volt.
Paul beköltözik Charley lakásába. Az épületben főleg idősebbek laknak, akiket félelemben tartanak a bandatagok mindennapos támadásai. A támadások utcai zaklatásból, kézitáskák ellopásából, bevásárlószatyrok kiborogatásából állnak, de bedobálják a lakók ablakait és beugranak az ablakokon keresztül. Mindezt puszta szórakozásból teszik, mert fő jövedelemforrásuk a kábítószer-terjesztés. A lakók között van Bennett Cross (Martin Balsam), második világháborús veterán, Charley barátja, Mr. és Mrs. Kaprov, egy idős zsidó házaspár, és egy fiatal hispano-amerikai pár, Rodriguez (Joseph Gonzalez) és felesége, Maria (Marina Sirtis).  Néhány erőszakos támadás után Kersey akcióba lendül, elsőnek egy használt autót vásárol 250 dollárért csaléteknek. Amikor másnap két bandatag éppen szétszedi az autót, Paul lesétál hozzájuk és mindkettőt lelövi egy .38-as Colt Cobra revolverrel. Ezt üzenetnek szánja a banda felé. Kersey kétszer is megvédi Mariát a bandatagok támadásától, de harmadik alkalommal nincs a közelben, ekkor a banda elrabolja a nőt, és megerőszakolják. Maria kórházba kerül, és egy szerencsétlen véletlen folytán megáll a szíve a sérüléseitől keletkezett vérrög miatt.
Paul Charley lakásában, ahol lakik, a fürdőszobai ablak elé egy nagy szögekkel kivert deszkalapot helyez, ebbe nemsokára beleugrik az egyik bandatag. A zsidó házaspár lakásában pedig (akik a földszinten laknak) az ablak elé egy deszkalapot helyez, ami az ablak kinyitásakor felcsapódik. Másnap a deszkalapba ékelődve két véres emberi fogat találnak.
Kersey egy új fegyvert rendel postán, ez egy .475 Wildey Magnum. Másnap egy fényképezőgépet visz magával csaléteknek, amire ráharap Giggler (a „Vihogó”) (Kirk Taylor), és megtámadja, amikor kijön az üzletből, ahol jégkrémet vett. „Vihogó” elszalad, Paul egy lövéssel leteríti. A környező házakban lakók megjelennek az ablakokban és éljeneznek. Egy másik alkalommal egy bandatagot lehajít a tetőről. Több alkalommal látható, hogy Paul golyóálló mellényt visel a ruhája alatt, ami még a késszúrásokat is felfogja.
Kathryn Davis (Deborah Raffin) még Kersey fogvatartásakor felveszi a kapcsolatot vele, mint kirendelt ügyvéd, de Paul nem kér a segítségéből, mert nem akar pereskedni a rendőrséggel a vele szemben tanúsított durva bánásmód miatt. A nő hamarosan felkeresi a lakása előtt, és vacsorázni hívja a lakására, mert szimpatikus neki a férfi.
Miután megvacsoráznak, még iszogatnak egy darabig, majd Paul elbúcsúzik és hazamegy. Előtte elmondja a nőnek, hogy a feleségét és a lányát is megölték, ezért nehezen barátkozik. A nő a munkájára panaszkodik.
Egy másik alkalommal a nő lakásán szeretkeznek, azonban a bandatagok idáig követték őket és a ház előtt várnak rájuk. Ezúttal elmennek a közelbe vacsorázni, útközben Paul beugrik a postafiókját ellenőrizni, mert csomagot vár. Eközben a bandafőnök és egy tag fejbe vágja a nőt, és az autójukat megtolják a lejtő felé. Mire a nő kezd magához térni, összeütközik egy oldalról érkező kocsival, és mindkét autó kigyullad. Mire Paul oda ér, már semmi remény a nő megmentésére.
Shriker óvatosságból őrizetbe veszi Kerseyt, mert úgy érzi, hogy kezd túl messzire menni. Közben Bennett a kezébe veszi a saját védelmét egy második világháborús német MG-42 gépfegyverrel, ami azonban a kritikus pillanatban, amikor a bandatagok támadnak, csődöt mond, és Bennett egyetlen lövést sem tud leadni. Bennettet lehajítják a vaslépcsőn, azonban nem hal meg, kórházba kerül.  Shriker  elviszi Kerseyt a kórházba, hogy beszélhessen Bennettel. Bennett elmondja neki, hogy van egy másik fegyvere is, egy .30-as Browning M1919 gépfegyver. Kersey meglép a kórházi ablakon keresztül és Rodriguez segítségével üzembe helyezi a fegyvert (ennek kezeléséhez ugyanis két ember kell, az egyiknek adagolnia kell a lőszert). Elkezdik lekaszálni a bandatagokat, majd kifogynak a lőszerből. Eddigre azonban a környéken lakó polgárok is bátorságra kapnak, és fegyveresen szállnak szembe a bandatagokkal, akihez erősítés érkezik, egy motorosbanda személyében. A motorosok kézigránátokat és molotov-koktélokat dobálnak a házakra, és a környező kocsikra, amik felrobbannak és kigyulladnak. A rendőrség és a tévé helikopterei állandóan a levegőben vannak, de nem tudnak beavatkozni, csak szemlélik az eseményeket.
Shriker elhatározza, hogy tevékenyen segít Kerseynek eltakarítani a maradék söpredéket, és egymás mellett menve lövik a banditákat. Kerseynek vissza kell mennie a lakásába, mert elfogyott a lőszere. Hamarosan Shriker is követi.  Azonban Manny is utánuk megy. Mivel Kersey éppen tárazza a fegyverét, Manny le akarja lőni, de Shriker éppen ekkor érkezik, és rálő, Manny visszalő és elterül a padlón. Kersey telefonálni kezd, hogy mentőt hívjon  Shrikerhez, de Manny nem halt meg, le akarja lőni őket. Amikor éppen Shriker felé fordítja a fegyverét, Kersey egy eddig nem használt fegyverrel, egy M72 LAW típusú, vállról indítható rakétavetővel (ami tankok ellen is jó), lelövi Mannyt, aki égve az utcára repül. A banda megmaradt tagjai körbeveszik az égő holttestet, majd elmenekülnek a helyszínről. Shriker elengedi Kerseyt, de csak pár perc előnyt ad neki. Kersey ugyanazzal a két csomaggal távozik, amivel megérkezett.

## Szereplők
| Karakter           | Színész           | Magyar hang (1989) | Magyar hang          |
| ------------------ | ----------------- | ------------------ | -------------------- |
| Paul Kersey        | Charles Bronson   | Koncz Gábor        | Gáti Oszkár          |
| Kathryn Davis      | Deborah Raffin    | Kovács Nóra        | Náray Erika          |
| Richard S. Shriker | Ed Lauter         | Trokán Péter       | Varga T. József      |
| Bennett Cross      | Martin Balsam     | Mádi Szabó Gábor   | Versényi László      |
| Manny Fraker       | Gavan O'Herlihy   | Balkay Géza        | Zalán János          |
| Vihogó             | Kirk Taylor       | Kassai Károly      | Csík Csaba Krisztián |
| Hermosa            | Alex Winter       | Forgács Péter      | Bartucz Attila       |
| Rodriguez          | Joseph Gonzalez   | Pusztaszeri Kornél | Szűcs Sándor         |
| A kubai            | Ricco Ross        | Mihályi Győző      |                      |
| Sterns százados    | Manning Redwood   | Vass Gábor         | Orosz István         |
| Maria              | Marina Sirtis     |                    | Kiss Virág           |
| Emil               | John Gabriel      | Kenderesi Tibor    | Komlós András        |
| Mrs. Emil          | Mildred Shay      |                    |                      |
| Eli Kaprov         | Leo Kharibian     | Pusztai Péter      | Pálfai Péter         |
| Mrs. Kaprov        | Hana Maria Pravda |                    | Bessenyei Emma       |
| Charlie            | Francis Drake     | Somogyvári Pál     | Tarján Péter         |
| Fraker ügyvédje    | Billy J. Mitchell | Varga T. József    | Kardos Gábor         |

## Filmforgatás
Bár a Bosszúvágy 3. egyetlen helyszíne New York City egyik kerülete, a film egyes jeleneteit Londonban vették fel, mert ez olcsóbb volt. A statiszták (a rendőrség és a bandatagok között is) sokan britek voltak. Amikor a forgatás befejeződött, Michael Winner felkérte az Amerikai Légierő Nagy-Britanniában, a High Wycombe légibázison állomásozó tagjait, hogy a New York-i kiejtés érdekében szinkronizálják a filmben az angol szereplők párbeszédeit.

### Fegyverek a filmben
A filmben közelről látható fegyverek:
- Wildey .475-ös kaliberű kézifegyver
- .38 kaliberű revolver
- német, második világháborús MG-42
- M1919 Browning .30-as gépfegyver
- „anti-tank” M72 LAW kézi rakétakilövő

## Kritikák
A film túlnyomórészt negatív kritikákat kapott, főleg amiatt, hogy Paul Kersey figurája motiváció nélküli, mivel felesége és lánya az első, illetve második részben meghalt. Az ekkor 64 éves Charles Bronson az első két résszel ellentétben itt Rambo-stílusú esztelen lövöldözést és öldöklést végez.

## Más média
A Bosszúvágy 3. annak idején videójátékként megjelent a Gremlin Graphics gondozásában több 8 bites számítógépre, köztük ZX Spectrum és Commodore 64 gépekre. A játékos Paul Kersey figuráját irányította, aki szabadon mozoghatott az utcákon és az épületekben és feladata volt a bűnözők lelövése. Az egyik legvéresebb megjelenésű játék volt akkoriban. Sokféle fegyvert lehetett használni benne, amik eltérő sérüléseket okoztak. Megvolt a lehetőség civilek lelövésére is.

## Fordítás
Ez a szócikk részben vagy egészben  a   Death Wish 3 című angol Wikipédia-szócikk fordításán alapul.  Az eredeti cikk szerkesztőit annak laptörténete sorolja fel. Ez a jelzés csupán a megfogalmazás eredetét és a szerzői jogokat jelzi, nem szolgál a cikkben szereplő információk forrásmegjelöléseként.